# Per Carlbring
Per Anders Carlbring, född 12 augusti 1972 i Eskilstuna i Södermanland, professor i psykologi med inriktning på klinisk psykologi vid Stockholms universitet  samt gästprofessor vid Syddanskt universitet.
Carlbring utbildade sig till legitimerad psykolog, legitimerad psykoterapeut och fil.dr i psykologi vid Uppsala universitet. Calbrings doktorsavhandling "Panic! Its Prevalence, Diagnosis and Treatment via the Internet" är bland de mest populära i Sverige med över 88 000 nerladdningar. Han blev docent vid Linköpings universitet 2006 och arbetade under åren 2010–2012 som professor vid Umeå universitet. 
Carlbring definierade Kognitiv beteendeterapi i Nationalencyklopedin och har författat ett antal självhjälpsböcker och läroböcker, men är mest känd för behandlingsstudier kring internetterapi vid ångest, depression och spelberonde bland annat via virtual reality. Han är sedan år 2010 chefredaktör för den fackvetenskapliga tidskriften Cognitive Behaviour Therapy samt biträdande redaktör för Behavioural and Cognitive Psychotherapy.
23 november 2022 ska han ha avslagit en students praktikansökan från Turkiet, baserat på Turkiets inställning till Sveriges ansökan om att gå med i NATO.

## Publikationer i urval
- Carlbring, Per (2004) (på engelska). Panic! Its prevalence, diagnosis and treatment via the Internet. Comprehensive summaries of Uppsala dissertations from the Faculty of Social Sciences, 0282-7492 ; 136. Uppsala: Acta Universitatis Upsaliensis. Libris 9457279. ISBN 91-554-5927-7. http://urn.kb.se/resolve?urn=urn:nbn:se:uu:diva-4148